# Saint-Armou
Saint-Armou é uma comuna francesa na região administrativa da Nova Aquitânia, no departamento dos Pirenéus Atlânticos. Estende-se por uma área de 12,24 km². Em 2010 a comuna tinha 660 habitantes (densidade: 53,9 hab./km²).